# 7001 Noether
7001 Noether (1955 EH) là một tiểu hành tinh vành đai chính được phát hiện ngày 14 tháng 3 năm 1955 bởi Đại học Indiana ở Brooklyn. Nó được đặt theo tên nhà toán học Emmy Noether.